# Танджон (ван Чосону)
Танджон (кор. 단종, 端宗, Danjong, Tanchong); ім'я при народженні Лі Хонві (кор. 이홍위, 李弘暐, I Hong-wi, I Hongwi; 9 серпня 1441 — 24 грудня 1457) — корейський правитель, шостий володар держави Чосон.
Посмертний титул: Коний-теван, Консун-теван, Тонхьо-теван .